# Katherine (Australië)
Katherine is de op drie na grootste plaats van het Australische Noordelijk Territorium, na Darwin, Palmerston en Alice Springs. Het stadje ligt op de plaats waar de Stuart Highway de Katherine-rivier kruist, iets meer dan 300 kilometer ten zuiden van Darwin. 
Katherine heeft ongeveer 10.000 inwoners en ligt vlak bij het Nationaal park Nitmiluk (vroeger bekend als Nationaal park Katherine Gorge). De Australische luchtmachtbasis Tindal ligt ten zuidoosten van het stadje.

## Geboren in Katherine

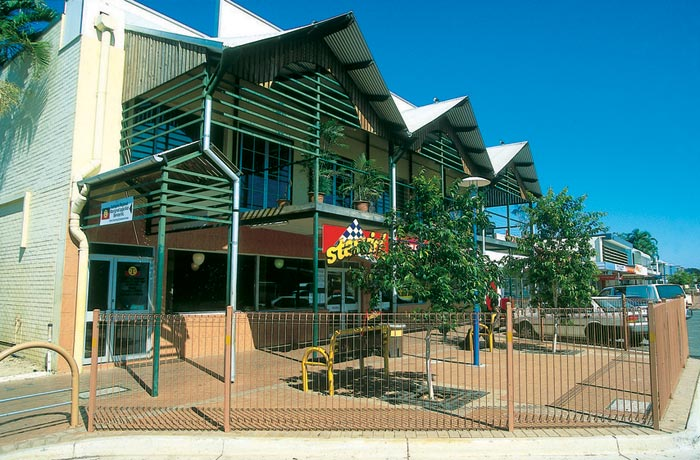
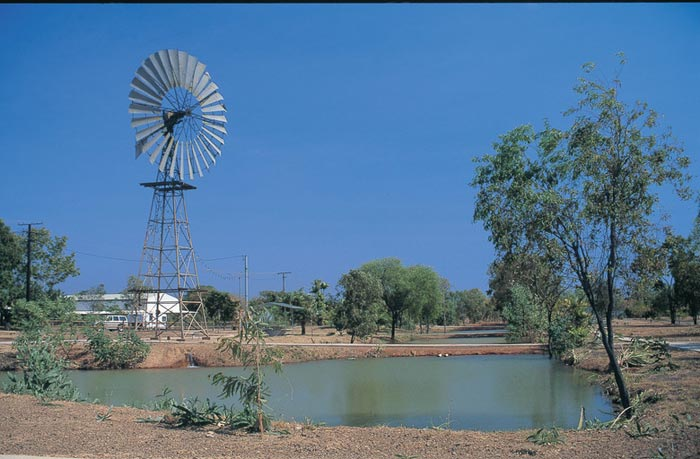
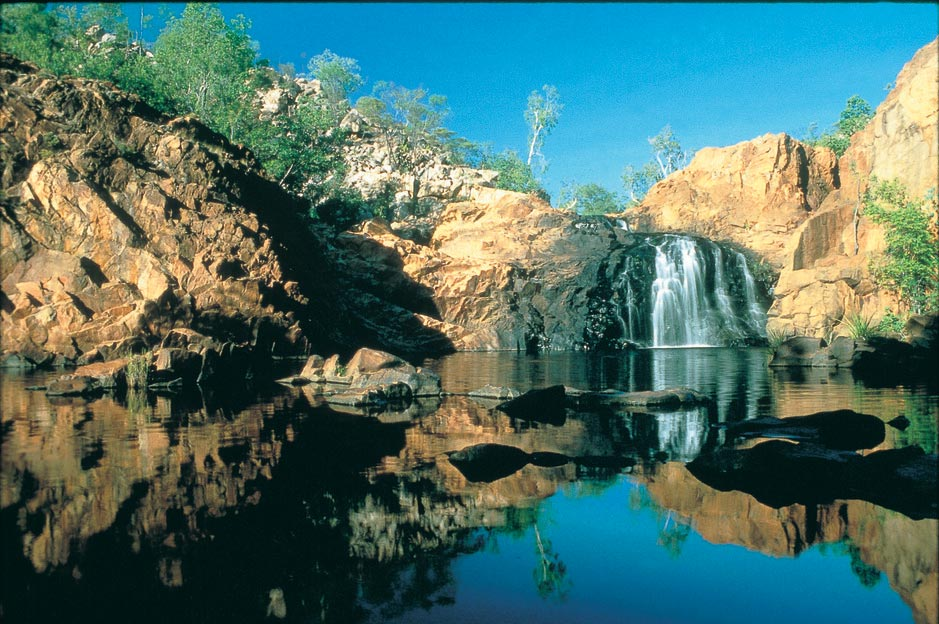
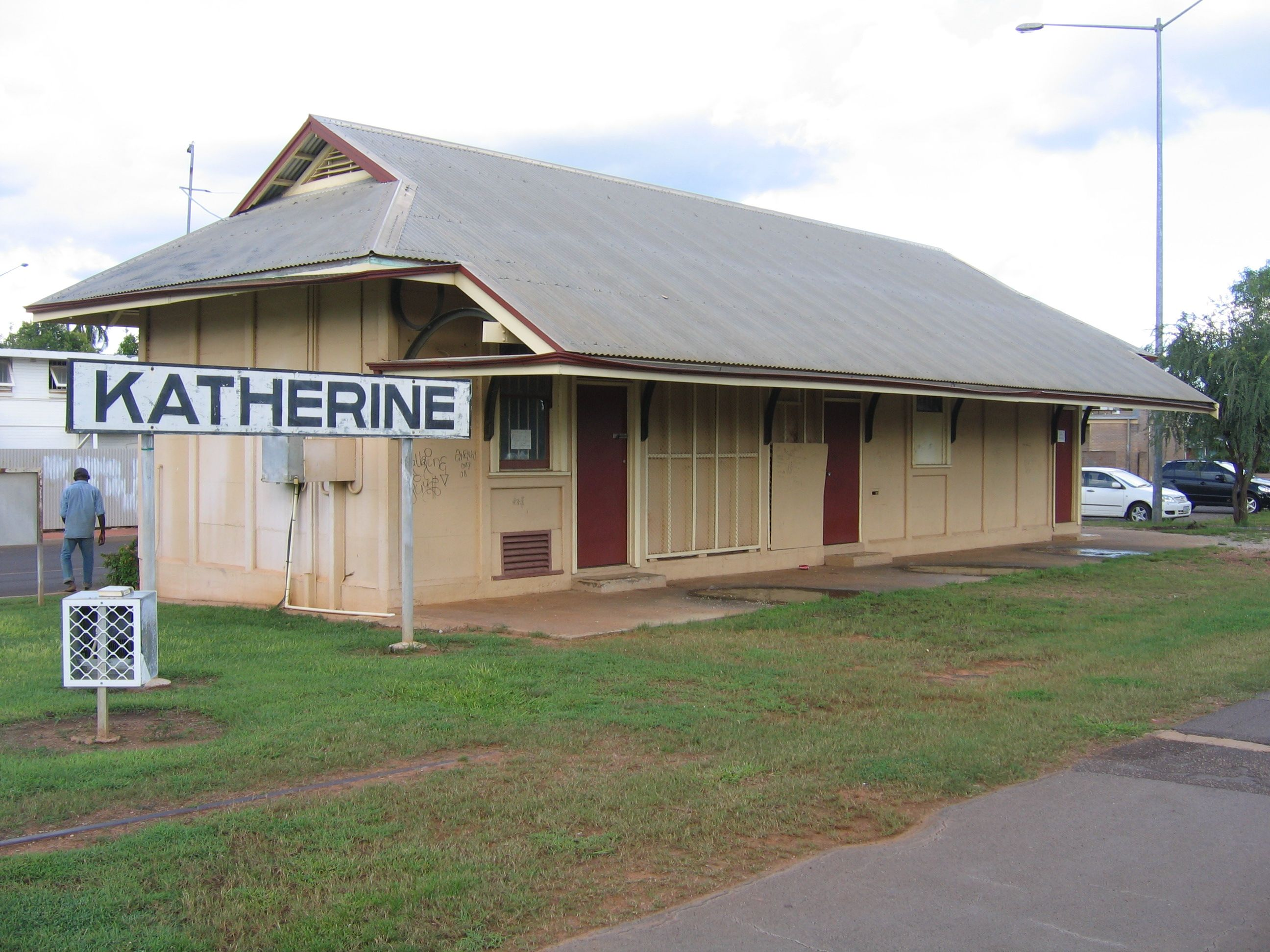
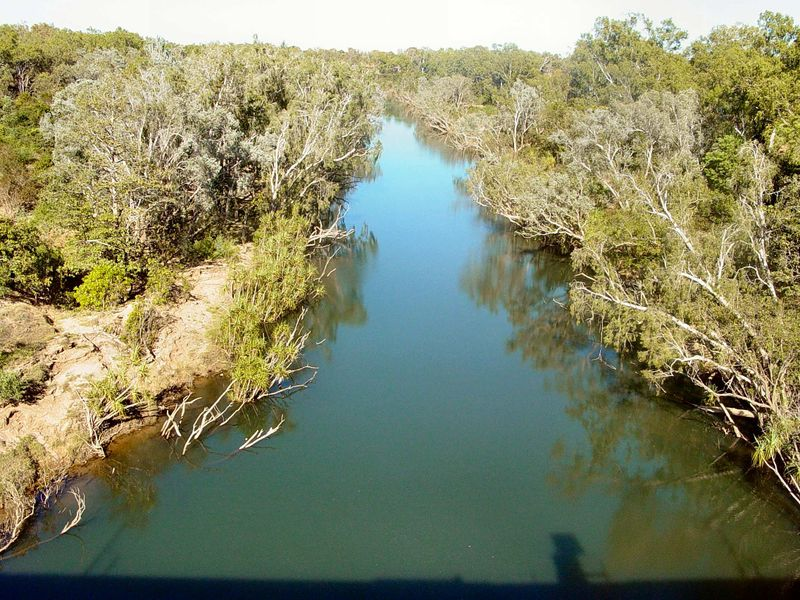
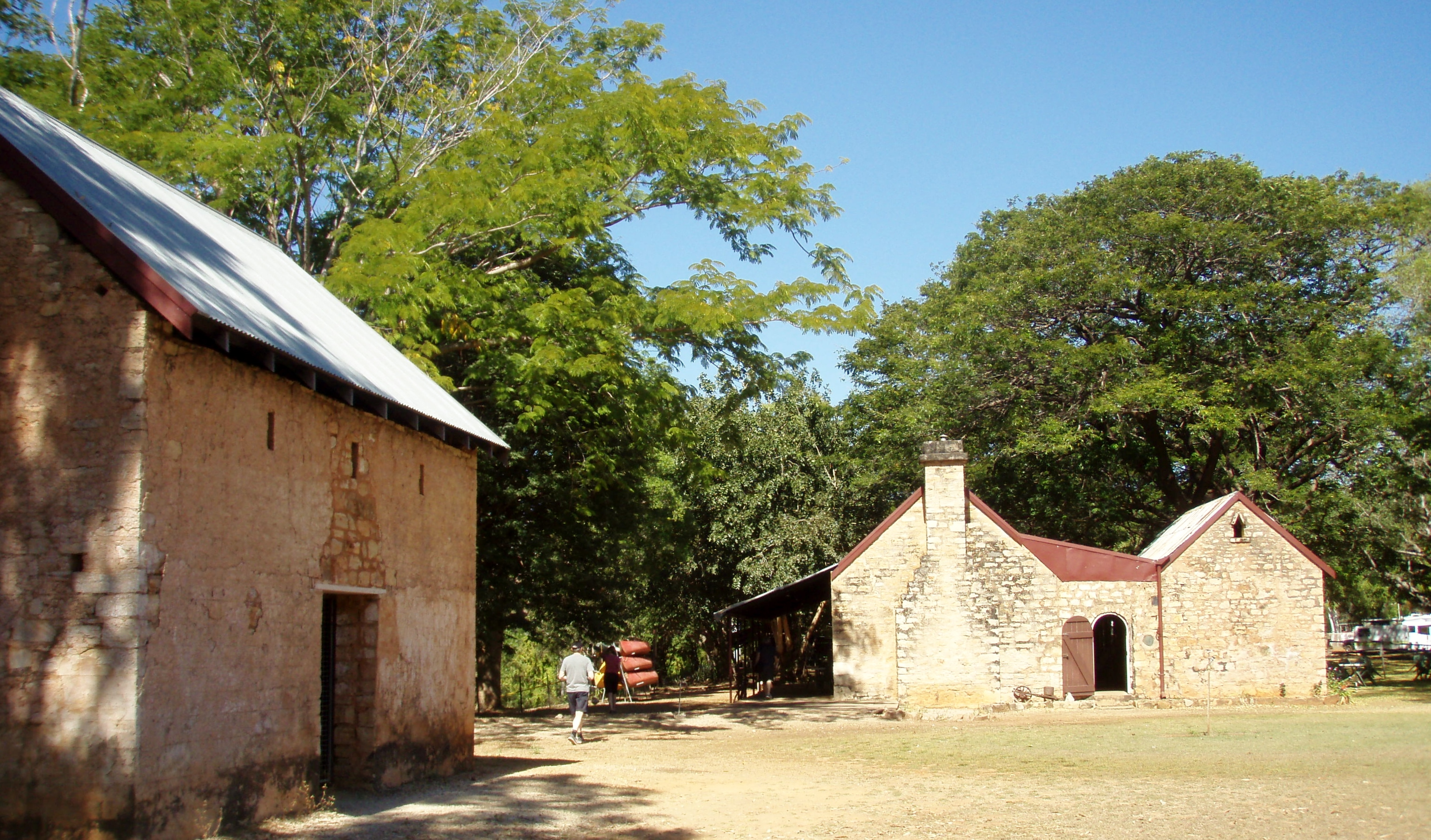
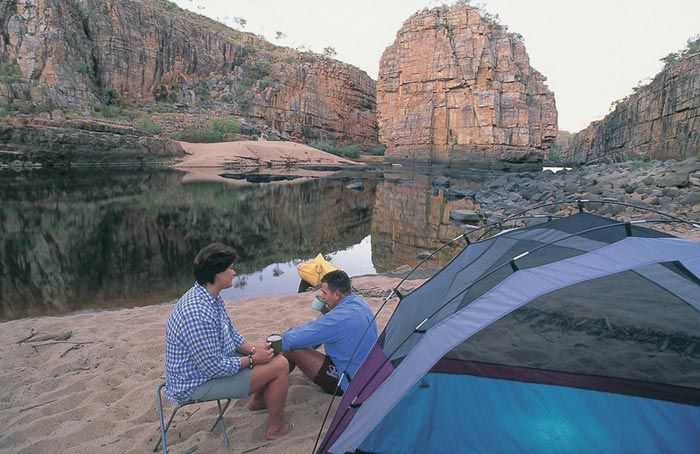

- Cadel Evans (1977), wielrenner
- Leisel Jones (1985), zwemster
- Amber Pate (1995), wielrenster